# Demokratiska republiken Afghanistan
Demokratiska republiken Afghanistan, omdöpt 1987 till Republiken Afghanistan, var en sovjetstödd republik i dagens Afghanistan mellan åren 1978 och 1992. Den bildades genom en sovjetstödd kupp i Kabul, som störtade president Mohammad Daoud Khan och införde en socialistisk republik. Kuppen genomfördes av kommunistpartiet Afghanistans folkdemokratiska parti, som bestod av två endast nödtorftigt förenade fraktioner. Den nya regimens förste ledare var författaren Nur Muhammad Taraki, som tillhörde partifraktionen Khalq.
Den nya regeringens politik mötte starkt folkligt motstånd och den skakades samtidigt av inre stridigheter. I september 1979 mördades Taraki, och Hafizullah Amin, som antas ha legat bakom mordet, övertog makten.
Sovjetunionen stödde Tarakis regering militärt och med ett ökande antal sovjetiska "rådgivare". De traditionalistiska och islamistiska upprorsgrupperna fick stöd från Pakistan. Efter Amins maktövertagande beslöt sovjetledaren Brezhnev i december 1979 att invadera  Afghanistan för att behålla sin kontroll över landet. Formellt åberopade de att de bjudits in av den afghanska regeringen, men det första de gjorde var att döda Hafizullah Amin och installera parchamfalangens ledare Babrak Karmal som ny president.
Medan Sovjetunionen under loppet av några veckor kunde lägga under sig större delen av landet (bland annat åtta av de tolv största städerna) lyckades de aldrig slå ner motståndet på landsbygden. Motståndsgrupperna (mujaheddin) hade funnits redan innan Sovjetunionens invasion men fick under 1980-talet allt mera stöd utifrån.USA skickade stora mängder vapen och pengar som kanaliserades genom Pakistan, under ledning av den islamistiske diktatorn Zia-ul-Haq. Den pakistanska underrättelsetjänsten ISA etablerade med hjälp av amerikanska pengar träningsläger i gränsregionen och tränade under 1980-talet minst 80-90 000 afghanska mujaheddinkrigare i konsten att bedriva effektiv jihad. En av dem som tränades där var Mohammed Omar, som så småningom grundade talibanrörelsen.
Många soldater i den sovjettrogna afghanska armén deserterade och mujaheddin fick eller erövrade stora delar av arméns vapen. Upproret visade sig vara omöjligt att slå ned. Efter Michail Gorbatjovs makttillträde 1985 ökades den sovjetiska truppstyrkan till 140 000 man, men utan resultat. 1986 tvingades Babrak Karmal att avgå och ersattes av den afghanska säkerhetstjänstens chef Mohammad Najibullah. Det misslyckade kriget och den internationella isolering det lett till blev allt mer impopulärt inom Sovjetunionen, och i april 1988 undertecknade Sovjetunionen, Afghanistan, Pakistan och USA ett FN-avtal om sovjetiskt tillbakadragande från Afghanistan.15 februari 1989 lämnade de sista sovjetiska trupperna Afghanistan.
Najibullahs regering kunde behålla makten i landet ytterligare några år, men efter medlingsförsök från FN intog mujaheddin Kabul den 27 april 1992. Enligt den framförhandlade överenskommelsen skulle Najibullah lämna Afghanistan och en ny regering tillträda, men motståndsledarna kunde inte komma överens. Staten omvandlades 1992 till  Islamska staten Afghanistan med Burhanuddin Rabbani som president, men hans position var omstridd och det pågick inbördeskrig mellan olika miliser fram till 1996 då talibanerna tog makten.